# Fotomuseet

Fotomuseet i Sundsvall är en del av Sundsvalls museum.
Fotomuseet bildades som ett projekt 1993 och övergick till att fungera som kunskapscentrum 1997. Den första utställningen i egna utställningshallar hölls 1998. Museet var under tolv år beläget i det femte magasinshuset i Sundsvall, på Magsinsgatan 12. I september 2010 flyttade utställningsenheten, kunskapscentrumet och kanslier med samlingar till Kulturmagasinet.
Fotomuseet arbetar med kommunikativ bild, såsom historiska fotografier, fotojournalistik och dokumentärfotografi. Fotomuseet har en av Europas största samlingar av kameror.
Fotomuseet har sedan 1998 producerat mer än 100 utställningar i Sundsvall, 25 i övriga Sverige och cirka 40 utomlands. Utställande fotografer har varit bland andra Mary Ellen Mark, Lennart Olson, Kent Klich, Aleksandr Rodtjenko, Lee Friedlander och Emil Heilborn.